# Гоманков, Иван Прокофьевич
Иван Прокофьевич Гоманков (1919—1980) — капитан Рабоче-крестьянской Красной Армии, участник Великой Отечественной войны, Герой Советского Союза (1945).

## Биография
Иван Гоманков родился 27 февраля 1919 года в деревне Явкино (ныне — Шумячский район Смоленской области) в крестьянской семье. В 1937 году окончил Константиновский стекольный техникум в Донецкой области, после чего работал в Артёмовске на стекольном заводе. В 1938 году Гоманков был призван на службу в Рабоче-крестьянскую Красную Армию. В 1939 году он окончил Московское училище погранвойск. С первого дня Великой Отечественной войны — на её фронтах. С декабря 1941 по сентябрь 1943 года воевал в партизанском отряде на родине. За время войны два раза признавался погибшим, оба раза его родным приходили похоронки. К апрелю 1945 года капитан Иван Гоманков командовал ротой 986-го стрелкового полка (230-й стрелковой дивизии, 9-го стрелкового корпуса, 5-й ударной армии, 1-го Белорусского фронта). Отличился во время штурма Берлина.
24 апреля 1945 года Гоманков вместе со своей ротой переправился через Шпрее, захватил на противоположном берегу опорный пункт и отбил несколько вражеских контратак. В том бою ротой было уничтожено 12 артиллерийских орудий, 5 пулемётов, 3 миномёта, а также более 120 солдат и офицеров противника. Гоманков получил ранение, но поля боя не покинул, продолжая руководить действиями роты.
Указом Президиума Верховного Совета СССР от 31 мая 1945 года за «мужество и героизм, проявленные в боях за Берлин» капитан Иван Гоманков был удостоен высокого звания Героя Советского Союза с вручением ордена Ленина и медали «Золотая Звезда» за номером 8774.
После окончания войны Гоманков был уволен в запас. В 1951 году он окончил Высшую школу профсоюзного движения. Проживал в Москве, находился на профсоюзной и хозяйственной работе. Умер 8 ноября 1980 года, похоронен на Митинском кладбище Москвы.
Был также награждён орденами Отечественной войны 1-й степени и Красной Звезды, а также рядом медалей.